# Milan Jokić
Milan Jokić (in serbo Милан Јокић?; Aranđelovac, 21 marzo 1995) è un calciatore serbo, centrocampista dello Zemun.

## Carriera
Ha giocato nella prima divisione serba, in quella bulgara ed in quella lituana.